# Próg beztlenowy
Próg beztlenowy, próg anaerobowy – intensywność wysiłku fizycznego powodująca szybką, nieliniową akumulację mleczanu we krwi. Proces jest związany z rekrutacją szybkokurczących się włókien mięśniowych i zwiększonym udziałem glikolizy w pozyskiwaniu energii.